# سیمون ایسوگای
سیمون ایسوگای (انگلیسی: Simon Isogai؛ زادهٔ ۲۰ سپتامبر ۱۹۸۳) موسیقی‌دان، خواننده، ترانه‌پرداز اهل ژاپن است. وی از سال ۲۰۰۲ میلادی تاکنون مشغول فعالیت بوده‌است.